# De avonturen van Pa Pinkelman (tekststripalbum, 1976)
De avonturen van Pa Pinkelman is een tekststripalbum uit 1976, en is een heruitgave van de eerste krantenstrip over Pa Pinkelman uit 1945. Het verhaal is geschreven door Godfried Bomans en getekend door Carol Voges. De uitgever is Elsevier.
Het verhaal werd oorspronkelijk in delen geplaatst in de Volkskrant.

## Het verhaal
Kareltje is een zeer rijk en verwend jongetje. Hij heeft altijd drie knechten ter beschikking, die alles voor hem doen; ook spelen en schoolwerk. Ook heeft hij nog een "knechtje", Flop, dat alles wat hij niet lust moet opeten. (Hoewel dat in het verhaal niet daadwerkelijk voorkomt) Flop is daardoor dik, maar lang niet zo dik als Tante Pollewop. Kareltje doet dus bijna niets zelf. Maar soms komt hij zelf "tot leven", en is dan tot grote sprongen in staat. Bij één sprong gaat het echter fout, en hij bezeert zich aan zijn pink. Het stelt niks voor, maar hoewel hij zichzelf niet aanstelt, doen de drie knechten dat wel. Ze leggen hem in bed tussen tien matrassen en dekens. Het is zo ongeveer een nationale ramp.  De school van Kareltje wordt gesloten wegens PINKstervakantie.
De drie knechten zoeken een wonderdokter, en komen zo uit bij Pa Pinkelman. Die besluit algauw om Kareltje mee op reis te nemen om een normale jongen van hem te maken. Maar de knechten weigeren dat, waarop Pa Pinkelman ze betovert in vogels. Vervolgens vliegen Pa Pinkelman en Kareltje en Flop met bed en al het raam uit, de wijde wereld in. Eerst halen ze Tante Pollewop op. Ze beleven absurde en satirische avonturen in achtereenvolgens Urk, op Schokland, de Noordpool ("Het is niet koud, allemaal verbeelding!"), Afrika (kannibalen), bij de indianen, in Washington (discriminatie), in een atoombom-fabriek, en ten slotte op de Maan, die bewoond blijkt te zijn. Pa Pinkelman wordt zelfs koning van de maan. Tante Pollewop is bijna constant bezig met broodjes of gebak eten, of eten maken voor de anderen. 
De drie knechten worden achter hen aan gestuurd om Kareltje terug te halen en de twee "ontvoerders" te arresteren. Ze zijn zéér plichtsgetrouw en duiken dus steeds weer op. Maar de "voortvluchtigen" weten steeds te ontkomen. Uiteindelijk komen zij weer op aarde (je laat je gewoon vallen), waar ze Kareltje, die totaal veranderd is, weer thuis brengen. Daarna gaan Pa Pinkelman en Tante Pollewop op bezoek bij Godfried Bomans (een gek volgens Tante Pollewop), en daarna naar huis.